# Fútbol en Turquía

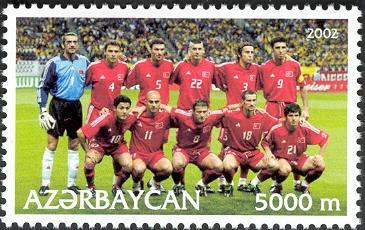
Sello postal, emitido por Azerbaiyán, de la selección turca que terminó en tercer lugar en el Mundial 2002.

El fútbol es el deporte más popular en Turquía. La Federación Turca de Fútbol (TFF) es el máximo organismo del fútbol profesional en Turquía y fue fundada en 1923, afiliándose ese mismo año a la FIFA y a la UEFA en 1962. La TFF organiza la Superliga de Turquía la primera y máxima competición de liga del país, la Superliga Femenina de Turquía máxima categoría del Futbol Femenino y la Copa de Turquía, y gestiona todas las selecciones nacionales, tanto masculinas como femeninas.
El primer turco en jugar al fútbol fue el soldado Fuat Hüsnü Kayacan en 1898, y el primer equipo formado por turcos fue el Black Stockings, en el mismo año. La primera liga profesional en Turquía fue la Liga de Fútbol de Estambul, creada en 1904 por James Fontaine. La liga se mantuvo hasta 1954, cuando fue reemplazada por la Liga de Turquía, actual Süper Lig de Turquía. También existieron ligas regionales en otras ciudades como Ankara, Esmirna, Adana, Trebisonda o Eskişehir.
El Galatasaray es el único equipo turco que ha ganado títulos internacionales, la Copa de la UEFA en 2000 y la Supercopa de Europa en la misma campaña. El Beşiktaş y el Fenerbahçe son los otros dos equipos importantes del país y de Estambul.

## Competiciones oficiales entre clubes
- Superliga Femenina de Turquía: es la primera división del fútbol femenino de Turquía. Fue fundada en 2021 aunque desde 1993 ya existía un sistema de ligas establecido.

- Superliga de Turquía: es la primera división del fútbol turco. Fue fundada en 1959 y está compuesta por 18 clubes.
- TFF Primera División: es la segunda división en el sistema de ligas turco. Está compuesta por 19 clubes, de los cuales dos ascienden directamente a la Super Liga.
- TFF Segunda División: es la tercera división en el sistema de ligas de Turquía. El número de clubes es de 36 equipos repartidos en dos grupos.
- TFF Tercera División: es la cuarta división en el sistema de ligas de Turquía. El número de clubes es de 54 equipos repartidos en tres grupos.
- Copa de Turquía: es la copa nacional del fútbol turco, organizada por la Federación Turca de Fútbol y cuyo campeón tiene acceso a disputar la UEFA Europa League.
- Supercopa de Turquía: competición que enfrenta al campeón de la Super Liga y al campeón de Copa.
- Spor Toto Cup: competición que enfrenta a los equipos clasificados entre los puestos 9.º y 18.º en la Superliga.

## Selecciones de fútbol de Turquía

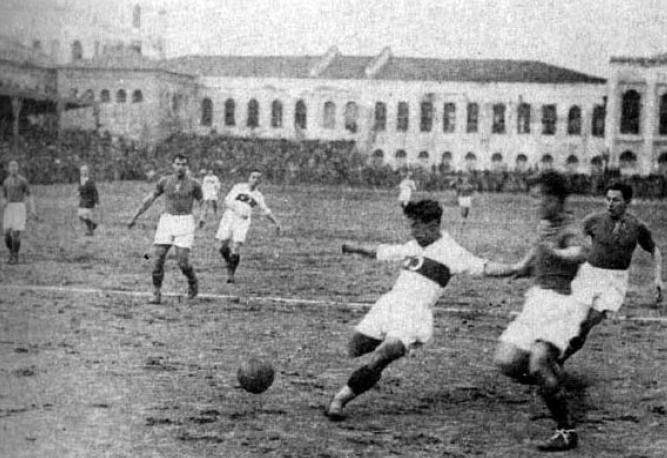
La selección turca en un partido ante en el Taksim Stadium el 22 de abril de 1932.

### Selección absoluta de Turquía
La selección de Turquía, en sus distintas categorías está controlada por la Federación Turca de Fútbol.
El equipo turco disputó su primer partido oficial el 26 de octubre de 1923 en Estambul ante Rumanía, partido que se resolvió con empate a dos. Turquía ha logrado clasificarse para dos Copas del Mundo de la FIFA y tres Eurocopas. El mayor logro del combinado turco fue el tercer puesto en el Mundial 2002 de Corea del Sur y Japón, y las semifinales alcanzadas en la Eurocopa 2008. También participó en la Copa FIFA Confederaciones 2003 celebrada en Francia, finalizando en el tercer puesto.

### Selección femenina de Turquía
La selección femenina debutó el 8 de septiembre de 1995 ante la selección de Rumanía en un partido que ganaron las rumanas por 8-0 en Estambul. La selección femenina de Turquía aún no ha participado en una fase final de la Copa del Mundo o de la Eurocopa.